# Budd Dwyer
Robert (R.) Budd Dwyer, född 21 november 1939 i Saint Charles, Missouri, USA, död 22 januari 1987 i Harrisburg, Pennsylvania, var en amerikansk politiker från Pennsylvania.
Han begick självmord genom att skjuta sig i munnen under en direktsänd presskonferens.

## Självmordet
Dwyer hade som delstatens skattmästare (engelska: State Treasurer) varit inblandad i en finansiell skandal och riskerade upp till 55 års fängelse och upp till 300 000 dollar i böter. Den 22 januari 1987 kallade han till en presskonferens, och många trodde att han skulle tillkännage sin avgång. Han höll ett tal där han förklarade att han var oskyldig, uttryckte sitt tack till dem som stöttat honom samt att han inte skulle klara av att sitta i fängelse. Därefter delade han ut tre kuvert till sina medarbetare. Det visade sig senare att det ena innehöll ett självmordsbrev till hans hustru, det andra ett organdonationskort och det tredje var ett brev till Pennsylvanias guvernör Robert P. Casey. Därefter tog han fram ytterligare ett stort kuvert från vilket han tog upp en .357 Magnum revolver och varnade att "Var snälla och lämna rummet om ni tycker att detta är stötande". Folk försökte få honom att lägga ner revolvern, varpå han varnade att "Akta er, den här kan skada någon". Sedan stoppade han revolvermynningen i munnen och avfyrade den. Han föll ihop på golvet, blödande ur näsan och från huvudet, inför filmkamerorna.
Budd Dwyer är begravd på Blooming Valley Cemetery i Blooming Valley i Pennsylvania.

## Efterverkningar
Flera TV-stationer hade direktsänt presskonferensen och därmed även självmordet. Det var en snöig dag, vilket gjorde att många skolor var stängda och många barn var hemma och tittade på TV. 
Fallet har fått journalistiska följder, och det har diskuterats mycket hur journalister skall agera när sådana här situationer uppstår. 

## Övrigt
Budd Dwyers självmord var inte det första som visats i direktsänd TV. År 1974 begick journalisten Christine Chubbuck självmord i direktsändning.